# Fulton (Oregon, Umatilla megye)
Fulton az Amerikai Egyesült Államok Oregon államának Umatilla megyéjében elhelyezkedő önkormányzat nélküli település.